# Catalina I de Rusia
Catalina I (en ruso, Екатери́на I Алексе́евна - Ekaterina I Alekséievna, nacida en polaco: Marta Helena Skavronska, más tarde conocida como Marta Samuílovna Skavrónskaya; Jēkabpils, 15 de abril de 1684-San Petersburgo, 17 de mayo de 1727) fue la segunda esposa de Pedro el Grande y zarina —oficialmente, emperatriz— del Imperio ruso desde 1725 hasta 1727, cuando murió. Se cree que era una campesina polaca nacida en Letonia en 1684, cuando era una provincia de Suecia, hija de Samuel Skavronski y Elisabeth Moritz, que fallecieron en la epidemia de peste en 1684. Se ha especulado con que fueran siervos fugitivos, lo que explicaría los intentos de los gobiernos siguientes de mantener en secreto esta historia.

## Juventud
La vida de Catalina I fue considerada por Voltaire casi tan extraordinaria como la del propio Pedro el Grande. No hay documentos que confirmen sus orígenes. Se dice que nació el 15 de abril de 1684 (en el calendario juliano, 5 de abril), de soltera se llamaba Marta Elena Skavronska. Marta era la hija de Samuel Skavronski (más tarde escrito Samuíl Skavronsky), un campesino católico de la República de las Dos Naciones nacido de padres procedentes de Minsk, quien en 1680 se casó con Dorothea Hahn en Jakobstadt. El nombre de su madre aparece en una fuente al menos como Elizabeth Moritz, hija de una mujer alemana del Báltico, y se debate si el padre de Moritz era o no un oficial sueco. Es probable que se mezclaran dos historias, y las fuentes suecas sugieren que la historia de Elizabeth es probablemente incorrecta. Algunas biografías afirman que el padre de Marta fue un sepulturero y empleado de mantenimiento, mientras que otros especulan que era un siervo sin tierra huido.
Los padres de Marta murieron en la peste de alrededor de 1689, dejando cinco hijos. Según una de las versiones populares, a los tres años de edad Marta fue acogida por una tía y enviada a Mariemburgo (lo que hoy en día es Alūksne en Letonia, cerca de la frontera con Estonia y Rusia), donde fue criada por Johann Ernest Glück, pastor luterano y educador que fue el primero en traducir la Biblia al letón.[cita requerida] Allí trabajó probablemente de criada, de  fregona o de lavandera. Nada se hizo por darle una educación, enseñarla a leer y escribir, y siguió siendo iletrada el resto de su vida. 
Marta era considerada una joven muy bella, y hay relatos de que la señora Glück temía que intimara con su hijo. A los diecisiete años, contrajo nupcias con un oficial de dragones sueco llamado Johan Cruse o Johann Rabbe, con quien vivió durante ocho días en 1702, momento en el que las tropas suecas se retiraron de Mariemburgo. Cuando los rusos tomaron la ciudad, el pastor Glück se ofreció para ir a Moscú como traductor al servicio del mariscal de campo Borís Sheremétev, llevándose a Marta. 
Hay historias infundadas sobre que Marta trabajó brevemente en la lavandería del regimiento victorioso, y también que se la presentó, en paños menores, al General de brigada Rudolph Felix Bauer, más tarde gobernador de Estonia, para ser su amante. Pudo haber trabajado en la casa de su superior, Sheremétev. No se sabe si ella fue su amante, o una doncella que trabajaba en la casa.[cita requerida] Regresó a la corte rusa con el ejército de Sheremétev.
Más tarde, pasó a ser criada del príncipe Aleksandr Ménshikov, amigo y cortesano de Pedro I, y primer Gobernador de San Petersburgo. Fuentes anecdóticas sugieren que él la compró. Se discute si los dos fueron amantes o no, pues Ménshikov ya estaba comprometido con Daria Arsenieva, su futura esposa. Queda claro que Ménshikov y Marta formaron una alianza de por vida.
Es posible que Ménshikov, que estaba bastante celoso de las atenciones de Pedro I y conocía sus gustos, quiso procurarle una amante de la que él pudiera fiarse. En cualquier caso, Pedro I conoció a Marta con motivo de una visita a Ménshikov en su casa en 1703.[cita requerida] En 1704, estaba establecida firmemente en la casa de Pedro I como su amante, y le dio un hijo, Pedro. En 1705,[cita requerida] se convirtió en ortodoxa y asumió el nuevo nombre de Catalina Alekséievna (Yekaterina Alekséievna). Ella y Daria Ménshikova acompañaron a Pedro I y a Ménshikov en sus excursiones militares.

## Matrimonio y vida familiar

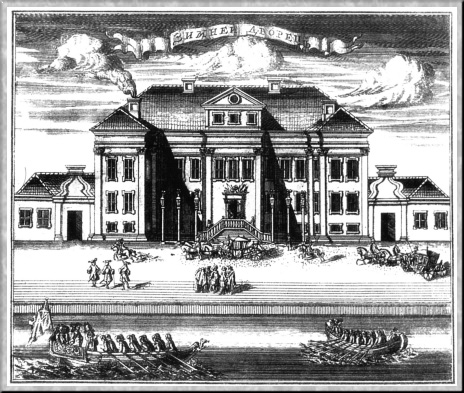
Primer Palacio de Invierno. San Petersburgo. Vista en 1717. Museo del Hermitage.

Aunque no existen documentos de ello, se dice que Catalina y Pedro I se casaron en secreto entre el 23 de octubre y el 1 de diciembre de 1707 en San Petersburgo. Tuvieron doce hijos, dos de los cuales llegaron a la edad adulta: Ana (nacida en 1708) e Isabel (nacida en 1709).
Pedro I había trasladado la capital a San Petersburgo en 1703. Mientras construían la ciudad, vivieron en una cabaña de tres habitaciones, donde ella cocinaba y atendía a los niños, y él cuidaba el jardín como si fueran una pareja común y corriente.[cita requerida] Cuando se trasladaron al palacio, la conservaron rodeándola de una valla. 
Fue la relación más exitosa de la vida de Pedro I y su abundante correspondencia demuestra que siempre se tuvieron un gran cariño. Como persona, tenía mucha energía, era compasiva, encantadora y siempre alegre. Era capaz de calmar a Pedro I en sus frecuentes ataques de ira y la llamaban para que lo cuidase personalmente durante sus ataques epilépticos. 

## Emperatriz

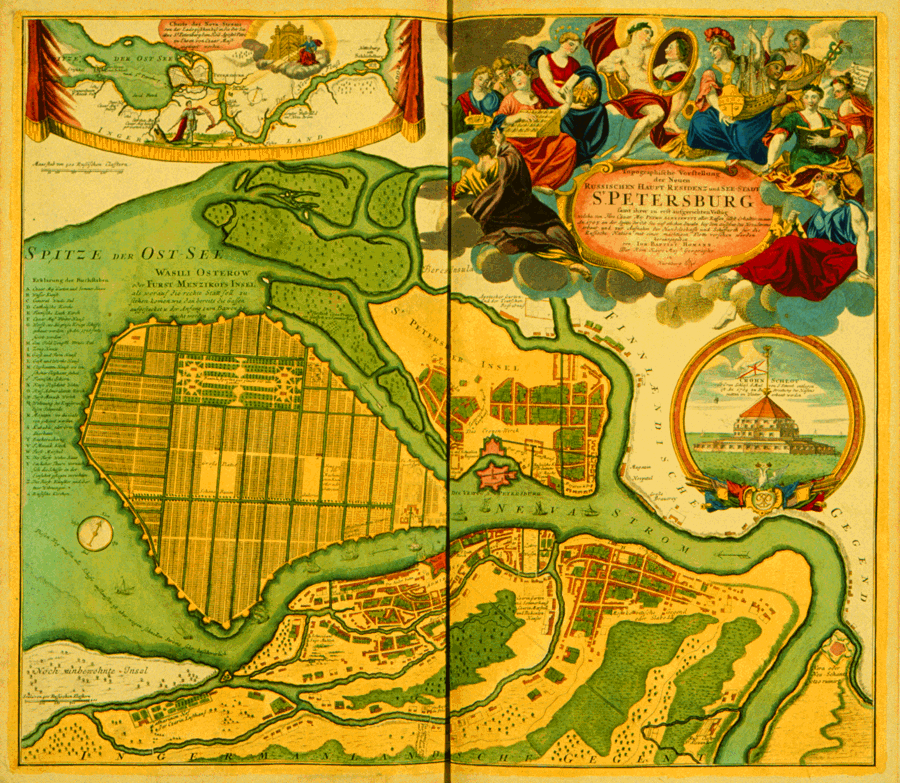
San Petersburgo en 1723.

Catalina acompañó a Pedro en su campaña de Pruth en 1711. Se dice que allí Catalina salvó a Pedro I y su imperio, tal como lo relata Voltaire en su libro Pedro el Grande. Rodeado por un número abrumador de tropas turcas, Catalina sugirió que antes de rendirse, se usaran sus joyas y las de las otras mujeres en un intento para sobornar al gran visir otomano Baltacı Mehmet Pasha para que les permitiera retirarse.
Mehmet autorizó la retirada, motivado por el soborno o por consideraciones sobre el comercio o la diplomacia. En cualquier caso, Pedro I reconoció a Catalina y se volvió a casar con ella (esta vez de forma oficial) en la catedral de san Isaac en San Petersburgo el 9 de febrero de 1712. Catalina fue la segunda esposa de Pedro I; previamente se había casado y divorciado de Eudoxia Lopujiná, a quien había encerrado en un convento y con quien tenía un hijo, el zarévich Alexis Petróvich, al que ejecutó. Tras la boda, Catalina asumió el título de su esposo y se convirtió en zarina. Cuando Pedro I elevó el zarato ruso a imperio, Catalina se convirtió en emperatriz, siendo la primera mujer en tener este título: hasta entonces la esposa del Zar era conocida sólo como su consorte (segunda, si se tiene en cuenta la coronación de Marina Mniszech por Dimitri I «El Falso» en 1606 como Zarina del Zarato ruso, transformado en Imperio ruso en 1721). En 1724, fue nombrada corregente. Su esposo instituyó la Orden de Santa Catalina con motivo de su boda.
Sin embargo, la convivencia no fue siempre armoniosa. Por motivos de prestigio e imagen, Pedro I no la llevaba en sus viajes por Europa, lo que implicaba prolongadas separaciones. El año anterior a su muerte, Pedro I y Catalina tuvieron un distanciamiento porque ella apoyaba a Willian Mons, hermano de la anterior amante de Pedro, Anna, y hermano de una de las damas de compañía de Catalina, Matriona Balk. Sirvió como secretario de Catalina. Pedro I había luchado durante toda su vida por eliminar la corrupción en Rusia. Catalina tenía gran influencia sobre quién tenía acceso a su esposo. Willem Mons y su hermana Matriona habían empezado a vender su influencia a aquellos que querían acceder a Catalina y, a través de ella, a Pedro I. Aparentemente, esto había sido ignorado por Catalina, que apreciaba a ambos. Pedro I lo descubrió y Willem Mons fue ejecutado y su hermana Matriona exiliada. Ella y Catalina no se hablaron durante varios meses. Hubo rumores de que ella y Mons habían sido amantes, pero no hay evidencia de ello. Se cuenta que la cabeza cortada de Mons fue colocada dentro de un frasco relleno de alcohol e instalado como «decoración» en la alcoba que compartían Pedro I y Catalina.

## Sucesión al trono como emperatriz reinante

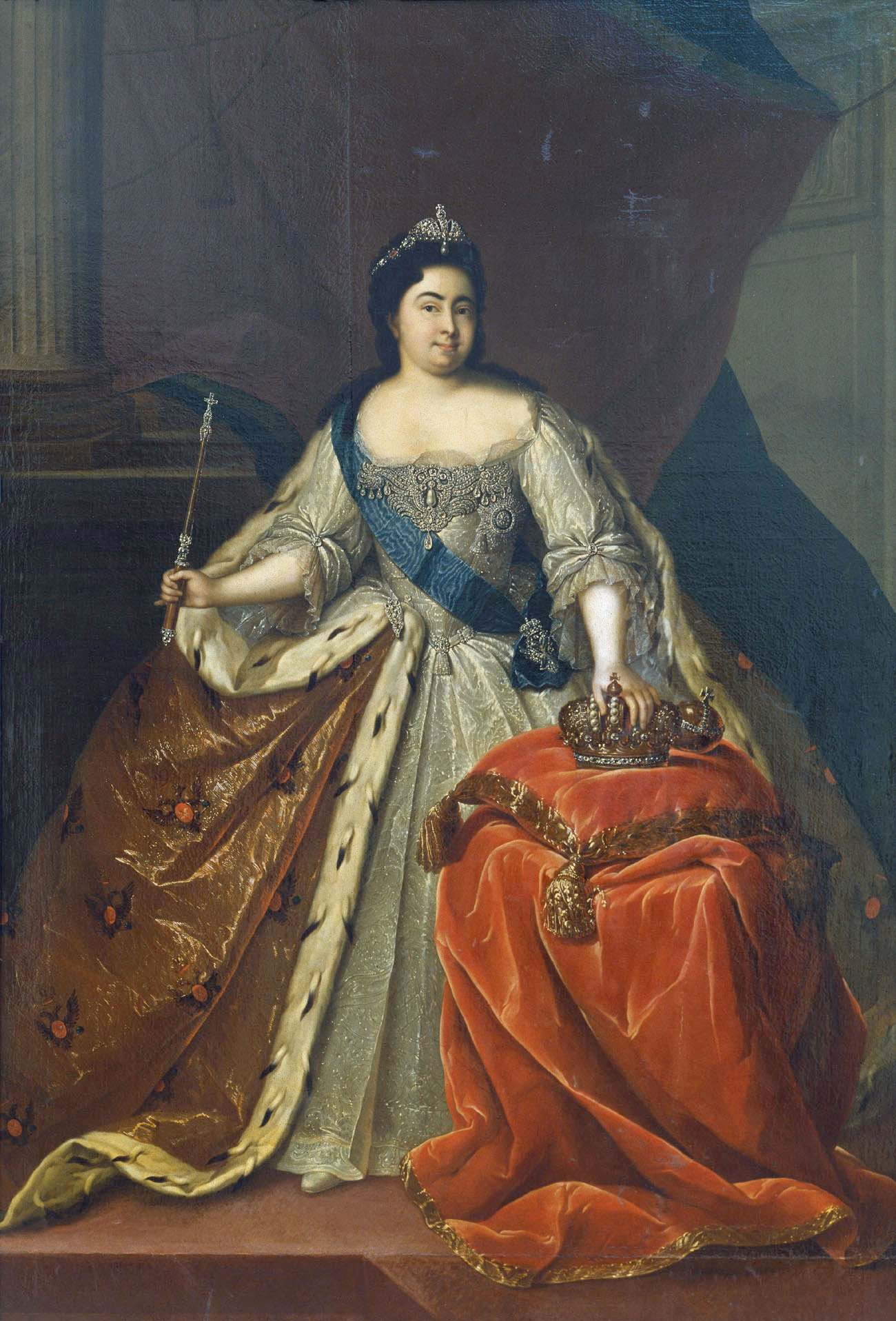
Heinrich Buchholz: Retrato de Catalina I de Rusia (1684-1727), óleo del

En 1724, Catalina fue coronada oficialmente y llamada cogobernante y emperatriz reinante. Durante el reinado de Pedro I, tuvo gran trascendencia la reforma del Ejército, que ofreció -a personas sin título nobiliario- la posibilidad de acceder al cuerpo de oficiales, acabando así con el monopolio nobiliario en esos cargos, y nombrándolos también para cargos públicos, basándose sólo en su competencia. Pedro I murió el 28 de enero de 1725 (según el calendario gregoriano) sin designar a un sucesor. Catalina representaba los intereses de los «hombres nuevos», gente común que habían alcanzado posiciones de gran poder en tiempos de Pedro I, basándose en su competencia. Un cambio en el gobierno favorecería a los aristócratas atrincherados. Por eso, durante una reunión de un consejo que decidiera el sucesor, Ménshikov y otros organizaron un golpe en que los regimientos de guardias, entre los que Catalina era muy popular, la proclamaron gobernante de Rusia, dándole el título de emperatriz. Se «produjo» evidencia de apoyo por parte del secretario de Pedro I y el obispo de Pskov, los dos «hombres nuevos» con la finalidad de ver a Catalina hacerse con el poder. El poder real, sin embargo, estaba en Ménshikov, Piotr Tolstói y otros miembros del Consejo privado supremo. Tuvo que hacer frente a la oposición del clero y de los boyardos, que estaban en su contra por las reformas realizadas, y a la del pueblo llano que apoyaba los derechos del príncipe Pedro, hijo del zarévich Alexis Petróvich. Fue el inicio de una época de la Historia de Rusia caracterizada por continuos golpes de Estado y por el gobierno de favoritos.
Durante su reinado continuó la obra de su esposo, apoyada sobre todo por Ménshikov, que era el virtual gobernador, y siguiendo el consejo de amigos y favoritos. En 1726, creó el Consejo Privado Supremo (Верховный тайный совет), al que traspasó gran parte de las atribuciones que hasta entonces tenía el Senado, lo que produjo disensiones en la nobleza, que no tardó en dividirse en múltiples partidos, mientras Catalina trataba de aproximarse a ellos nombrando sucesor al príncipe Pedro. Encontró a sus cuatro hermanos y los llevó a Rusia, dándoles los recién creados títulos de condes y condesas.
En política exterior apoyó a la liga austro-española para sostener contra Inglaterra a su yerno, el duque de Holstein, casado con la princesa Ana, padres del futuro Pedro III.
Apoyó la Academia de Ciencias de San Petersburgo, fundada en 1724 por Pedro I, entre cuyo profesorado estaban contratados los matemáticos suizos Leonhard Euler y Daniel Bernoulli, y construyó un gran número de puentes en San Petersburgo. La ciudad de Ekaterimburgo lleva su nombre. En general, sus políticas fueron razonables y cautelosas.

## Muerte
Murió dos años después de Pedro I en San Petersburgo en 1727, a los 43 años, y está enterrada en la Catedral, dentro de la Fortaleza de San Pedro y San Pablo. La tuberculosis, diagnosticada como un absceso en los pulmones, causó su temprana muerte.

## Valoración y legado

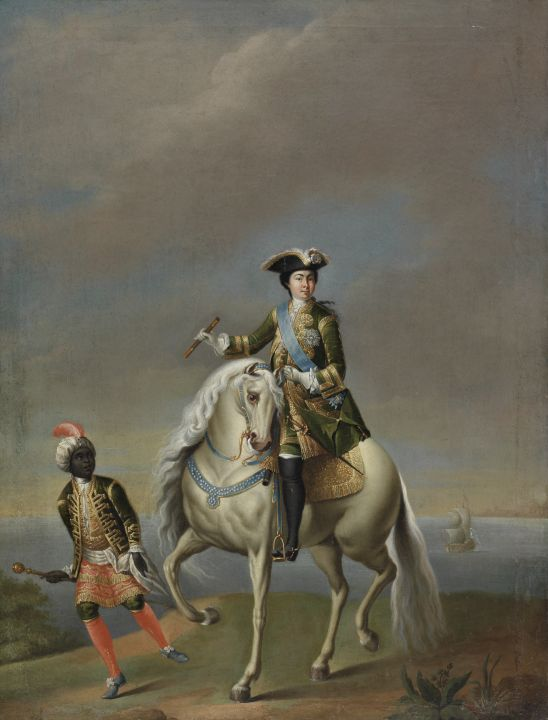
Retrato ecuestre de Catalina

Catalina fue la primera mujer que gobernó el Imperio ruso, abriendo el camino legal a un siglo dominado casi en su totalidad por mujeres, incluyendo a su hija Isabel y su nieta política, Catalina la Grande, todas las cuales continuaron las políticas de Pedro el Grande de modernización de Rusia. 
Al tiempo de la muerte de Pedro I, el Ejército Imperial Ruso, compuesto por 130.000 hombres y otros 100.000 cosacos suplementarios, era con facilidad el más grande de Europa. Sin embargo, el gasto militar demostró ser ruinoso para la economía rusa, consumiendo en torno al 65 % del presupuesto anual del gobierno. Puesto que el país estaba en paz, Catalina decidió reducir el gasto militar. Durante la mayor parte de su reinado, Catalina I estuvo controlada por sus asesores. Sin embargo, en este punto en concreto, la reducción de los gastos militares, Catalina fue capaz de salirse con la suya. El resultado fue el alivio de la presión fiscal sobre los campesinos, lo que llevó a que la reputación de Catalina I fuera de una gobernante justa.[cita requerida]
El Consejo privado supremo concentraba el poder en las manos de un partido, y de esta forma era una innovación ejecutiva. En asuntos exteriores, Rusia se unió a regañadientes a la liga austro-española para defender los intereses del yerno de Catalina, el duque de Holstein, contra Gran Bretaña.
Catalina dio su nombre al Catherinehof cerca de San Petersburgo y construyó los primeros puentes en la nueva capital. Fue también la primera propietaria real de la finca de Tsárskoye Seló, donde el palacio de Catalina aún lleva su nombre.
También dio nombre al parque Kadriorg y al vecindario posterior de Tallin, Estonia, que alberga actualmente el palacio presidencial de Estonia.
En general, las políticas de Catalina fueron razonables y cautelosas. La historia de sus humildes orígenes fue considerada por generaciones posteriores de zares como un secreto de Estado.

## Descendencia
Con su esposo Pedro I de Rusia tuvo doce hijos, todos los cuales murieron en la infancia, excepto Ana e Isabel:
- Pedro Petróvich (1704-1707), murió en la infancia.[5]
- Pablo Petróvich (1705-1707), murió en la infancia.[5]
- Catalina Petrovna (diciembre de 1706-junio de 1708), murió en la infancia.[5]
- Gran duquesa Ana Petrovna (1708-1728), casada con Carlos Federico de Holstein-Gottorp y madre del zar Pedro III de Rusia.
- Gran duquesa Isabel Petrovna (1709-1762), Emperatriz y Autócrata de Toda Rusia. Casada en secreto con Alekséi Razumovski, sin descendencia.
- Gran duquesa María Petrovna (1713-1715), murió en la infancia.
- Gran duquesa Margarita Petrovna (1714-1715), murió en la infancia.
- Gran duque Pedro Petróvich (1715-1719), murió en la infancia.
- Gran duque Pablo Petróvich (1717-1717), murió joven.
- Gran duquesa Natalia Petrovna de Rusia (1718-1725), murió a los 6 años.
- Gran duque Pedro Petróvich (1723-1723), murió joven.
- Pablo Petróvich (1724-1724), murió joven.

### Hermanos
A la muerte de Pedro I, Catalina encontró a sus cuatro hermanos, Cristina, Ana, Carlos y Federico, les dio los títulos recientemente creados de conde y condesa, y los trajo a Rusia.
- Krystyna Skowrońska, renombrada [cita requerida] Cristina (en ruso: Христина) Samuílovna Skavrónskaya (1687 - 14 de abril de 1729), se había casado con Simon Heinrich (en ruso: Симон Гейнрих) (1672-1728) y sus descendientes se convirtieron en los condes Guéndrikov (Гендриковы).
- Anna Skowrońska, renombrada Ana Samuílovna Skavrónskaya, se había casado con un tal Michael-Joachim N y sus descendientes se convirtieron en los condes Efímovsky.
- Karol Skowroński, renombrado Karel Samuílovich Skavronsky, fue nombrado conde del Imperio ruso el 5 de enero de 1727[5] y chambelán de la corte imperial; se había casado con María Ivánovna, una mujer rusa, de quien tuvo descendientes que se extinguieron en la línea masculina en el año 1793.
- Fryderyk Skowroński, renombrado Fiódor Samuílovich Skavronsky, fue convertido en conde del Imperio ruso el 5 de enero de 1727[5] y se casó dos veces: con N, una mujer lituana, y con Ekaterina Rodiónovna Sabúrova, sin tener hijos de ninguno de esos matrimonios.

## Títulos y tratamientos
Esta tabla aún no está actualizada. Puedes contribuir aportando información sobre títulos y tratamientos de esta persona.

## Antepasados
| \| \| \| \| \| \| \| \| \| \| \| \| \| \| \| \| \| \| \| \| 4. Bengt Skavronsky \| \| \| \| \| \| \| \| \| \| \| \| \| \| \| \| \| \| \| \| \| \| \| \| \| \| \| \| \| \| \| \| \| \| \| \| \| \| \| \| \| \| \| \| \| \| \| \| \| \| \| \| \| \| 2. Samuel Skowroński \| \| \| \| \| \| \| \| \| \| \| \| \| \| \| \| \| \| \| \| \| \| \| \| \| \| \| \| \| \| \| \| \| \| \| \| \| \| \| \| \| \| \| \| \| \| \| \| \| \| \| \| \| \| 5. Efimia Skavrónskaya \| \| \| \| \| \| \| \| \| \| \| \| \| \| \| \| \| \| \| \| \| \| \| \| \| \| \| \| \| \| \| \| \| \| \| \| \| \| \| \| \| \| \| \| \| \| \| \| \| \| \| \| \| \| 1. Catalina Samuílovna Skavrónskaya \| \| \| \| \| \| \| \| \| \| \| \| \| \| \| \| \| \| \| \| \| \| \| \| \| \| \| \| \| \| \| \| \| \| \| \| \| \| \| \| \| \| \| \| \| \| \| \| \| \| \| \| \| \| 6. Enrique Antonio Moritz \| \| \| \| \| \| \| \| \| \| \| \| \| \| \| \| \| \| \| \| \| \| \| \| \| \| \| \| \| \| \| \| \| \| \| \| \| \| \| \| \| \| \| \| \| \| \| \| \| \| \| \| \| \| 3. Isabel Moritz \| \| \| \| \| \| \| \| \| \| \| \| \| \| \| \| \| \| \| \| \| \| \| \| \| \| \| \| \| \| \| \| \| \| \| \| \| \| \| \| \| \| \| \| \| \| \| \| \| \| \| \| \| \| 7. Isabel Dorotea Tallberg \| \| \| \| \| \| \| \| \| \| \| \| \| \| \| \| \| \| \| \| \| \| \| \| \| \| \| \| \| \| \| \| \| \| \| \| \| \| \| \| \| \| \| \| \| \| \| \| \| \| \| \| |                                     |  |  |  |  |  |  |  |  |  |  |  |  |  |  |  |
| |                                     |  |  |  |  |  |  |  |  |  |  |  |  |  |  |  |
| | 4. Bengt Skavronsky                 |  |  |  |  |  |  |  |  |  |  |  |  |  |  |  |
| |                                     |  |  |  |  |  |  |  |  |  |  |  |  |  |  |  |
| |                                     |  |  |  |  |  |  |  |  |  |  |  |  |  |  |  |
| | 2. Samuel Skowroński                |  |  |  |  |  |  |  |  |  |  |  |  |  |  |  |
| |                                     |  |  |  |  |  |  |  |  |  |  |  |  |  |  |  |
| |                                     |  |  |  |  |  |  |  |  |  |  |  |  |  |  |  |
| | 5. Efimia Skavrónskaya              |  |  |  |  |  |  |  |  |  |  |  |  |  |  |  |
| |                                     |  |  |  |  |  |  |  |  |  |  |  |  |  |  |  |
| |                                     |  |  |  |  |  |  |  |  |  |  |  |  |  |  |  |
| | 1. Catalina Samuílovna Skavrónskaya |  |  |  |  |  |  |  |  |  |  |  |  |  |  |  |
| |                                     |  |  |  |  |  |  |  |  |  |  |  |  |  |  |  |
| |                                     |  |  |  |  |  |  |  |  |  |  |  |  |  |  |  |
| | 6. Enrique Antonio Moritz           |  |  |  |  |  |  |  |  |  |  |  |  |  |  |  |
| |                                     |  |  |  |  |  |  |  |  |  |  |  |  |  |  |  |
| |                                     |  |  |  |  |  |  |  |  |  |  |  |  |  |  |  |
| | 3. Isabel Moritz                    |  |  |  |  |  |  |  |  |  |  |  |  |  |  |  |
| |                                     |  |  |  |  |  |  |  |  |  |  |  |  |  |  |  |
| |                                     |  |  |  |  |  |  |  |  |  |  |  |  |  |  |  |
| | 7. Isabel Dorotea Tallberg          |  |  |  |  |  |  |  |  |  |  |  |  |  |  |  |
| |                                     |  |  |  |  |  |  |  |  |  |  |  |  |  |  |  |
| |                                     |  |  |  |  |  |  |  |  |  |  |  |  |  |  |  |